# Richard Heck
Richard Frederick Heck (15 tháng 8 năm 1931 – 9 tháng 10 năm 2015) là một nhà hóa học người Mỹ. Ông được biết đến với việc khám phá và phát triển phản ứng Heck - một phản ứng sử dụng kim loại paladi để xúc tác các phản ứng hữu cơ liên kết các chất halide chứa nhóm chức aryl với alken. Thuốc giảm đau naproxen là một ví dụ điển hình cho hợp chất được sản xuất công nghiệp bằng phản ứng Heck. Năm 2010, ông cùng hai nhà hóa học người Nhật Bản là Suzuki Akira và Negishi Eiichi đã được trao giải Nobel Hóa học cho những nghiên cứu về paladi với vai trò là chất xúc tác trong các phản ứng tổng hợp hữu cơ.

## Đầu đời và giáo dục
Heck sinh ra tại thành phố Springfield, bang Massachusetts, vào ngày 15 tháng 8 năm 1931. Khi 8 tuổi, gia đình ông chuyển đến thành phố Los Angeles, bang California . Sau này, Heck theo học tại Đại học California, Los Angeles (UCLA). Ông nhận bằng Cử nhân năm 1952 và bằng Tiến sĩ năm 1954 sau khi làm việc dưới sự hướng dẫn của Giáo sư Saul Winstein về đề tài hóa học của các hợp chất sulfonat chứa nhóm chức aryl. Heck làm nghiên cứu sau tiến sĩ tại Đại học ETH ở thành phố Zurich, Thụy Sĩ, với Giáo sư Vladimir Prelog và sau đó trở lại Đại học UCLA. Vào năm 1956, ông làm việc trong lĩnh vực hóa học polymer tại công ty Hercules Corporation ở thành phố Wilmington, bang Delaware.

## Sự nghiệp
Tại công ty Hercules, Heck bắt đầu quan tâm đến lĩnh vực hóa học cơ kim. Ông nghiên cứu các phản ứng của các hợp chất cobalt hữu cơ với nhà hóa học David S. Breslow, và những thí nghiệm trên chính là tiền đề dẫn đến sự phát triển của phản ứng Heck. Cụ thể hơn, vào cuối những nàm 1960, Heck bắt đầu nghiên cứu phản ứng giữa các hợp chất thủy ngân hưu cơ với hợp chất alken với kim loại paladi làm chất xúc tác. Công trình này đã được xuất bản trong 7 bài báo liên tiếp trên Tạp chí của Hiệp hội Hóa học Hoa Kỳ (Journal of the American Chemical Society). Đồng thời, điều đáng chú ý là Heck là tác giả duy nhất của tất cả bài báo cáo trên.
Vào đầu những năm 1970, Tsutomu Mizoroki đã độc lập báo cáo về việc sử dụng các hợp chất halide chứa nhóm chức aryl ít độc hơn làm chất phản ứng trong phản ứng ghép cặp. Heck trở thành Giáo sư Hóa học tại Khoa Hóa học và Hóa sinh tại Đại học Delaware vào năm 1971. Ngôi trường này là nơi ông tiếp tục phát triển phản ứng Heck trở thành một phương pháp tổng hợp có tính hiệu quả cao trong lĩnh vực tổng hợp hữu cơ.
Tầm quan trọng của phản ứng Heck ngày càng tăng khi nó được những nhà hóa học khác trong lĩnh vực tổng hợp hữu cơ tiếp thu và ứng dụng. Năm 1982, Heck đã viết 45 trang cho một chương trong tập sách Các Phản ứng Hữu cơ (Organic Reactions) về tất cả các trường hợp ứng dụng phản ứng Heck đã được biết đến. Đến năm 2002, các ứng dụng của phản ứng Heck đã phát triển đến mức một chương trong tập sách Các Phản ứng Hữu cơ được xuất bản trong năm đó, với giới hạn chỉ bao gồm các phản ứng nội phân tử (phản ứng ghép cặp hai phần trong cùng một phân tử), đã có tận 377 trang. Ngày nay, phản ứng Heck là một trong những phương pháp được sử dụng rộng rãi nhất để tạo liên kết carbon-carbon trong quá trình tổng hợp hữu cơ. Phản ứng này là chủ đề của nhiều bài báo đánh giá khoa học, và thậm chí có một chuyên khảo dành riêng cho chủ đề này được xuất bản vào năm 2009.
Những đóng góp của Heck không chỉ giới hạn ở việc kích hoạt các hợp chất halide bằng cách phản ứng oxy hóa cộng với kim loại paladi trong phản ứng ghép cặp. Ông là người đầu tiên mô tả chi tiết phức hợp giữa kim loại và liên kết đôi của nhóm allyl và là người đầu tiên làm sáng tỏ cơ chế hydroformyl hóa (hay tổng hợp aldehyde) từ alken.

### Phản ứng ghép cặp xúc tác bằng paladi
Công trình của Heck đã đặt nền tảng cho nhiều phản ứng ghép cặp xúc tác bằng paladi khác. Một số ví dụ bao gồm phản ứng ghép cặp giữa các hợp chất halide chứa nhóm aryl với dẫn xuất của axit boronic (phản ứng Suzuki–Miyaura), các thuốc thử thiếc hữu cơ (phản ứng Stille), các hợp chất magnesi hữu cơ (phản ứng Kumada-Corriu), các hợp chất silan (phản ứng Hiyama), các hợp chất kẽm hữu cơ (phản ứng Negishi), các amin (phản ứng amin hóa Buchwald–Hartwig), và các hợp chất rượu. Các phản ứng ghép cặp xúc tác bằng paladi trên hiện được sử dụng rộng rãi trong lĩnh vực tổng hợp hữu cơ, bao gồm cả trong sản xuất thuốc dược phẩm như chất giảm đau naproxen.
Trong số phản ứng do Heck phát triển, phản ứng có tác động xã hội lớn nhất là phản ứng ghép giữa alkyn với các halide chứa nhóm chức aryl. Đây là phản ứng được sử dụng để ghép cặp thuốc nhuộm huỳnh quang với các base nitơ DNA nhằm cho phép tự động hóa quá trình giải trình tự DNA và kiểm tra bộ gen người và giúp theo dõi các protein quan trọng về mặt sinh học. Trong bài báo cáo đầu tiên của Sonogashira, nhóm của ông đã sửa đổi quy trình thực hiện phản ứng ghép cặp hợp chất alkyn mà Heck báo cáo trước đây bằng cách thêm muối của đồng(I) để làm chất xúc tác. Phản ứng này hiện được gọi là phản ứng Sonogashira. 

## Cuộc sống cuối đời
Năm 19889, Heck nghỉ hưu tại Đại học Delaware nơi ông trở thành Giáo sư Danh dự Willis F. Harrington tại Khoa Hóa học và Hóa sinh. Năm 2004, nhằm vinh danh Heck, giải thưởng giảng viên hàng năm của khoa đã được đặt theo tên ông. Năm 2005, ông được trao Giải thưởng Wallace H. Carothers cho các ứng dụng hóa học sáng tạo có tác động to lớn trong lĩnh vực thương mại. Ông được trao Giải thưởng Herbert C. Brown năm 2006 cho nghiên cứu sáng tạo về phương pháp tổng hợp hữu cơ. Ngày 6 tháng 10 năm 2010, Viện Hàn lâm Khoa học Hoàng gia Thụy Điển đã trao Giải Nobel Hóa học cho Heck. Ông chia sẻ giải thưởng danh giá này với Negishi Eiichi và Suzuki Akira "for palladium-catalyzed cross couplings in organic synthesis (tạm dịch: cho các phản ứng ghép cặp xúc tác bằng paladi trong tổng hợp hữu cơ)". Năm 2011, Heck cũng được trao Huy chương Glenn T. Seaborg cho công trình nghiên cứu trên. Năm 2012, ông được Đại học De La Salle ở thủ đô Manila của Philippines bổ nhiệm làm Giáo sư Thỉnh giảng tại Khoa Hóa học của trường. Ông đã chuyển đến tỉnh Quezon của Philippines sau khi nghỉ hưu và sống cùng với vợ là Socorro Nardo-Heck. Cặp đôi này không có con.
Heck qua đời vào ngày 9 tháng 10 năm 2015 tại Manila trong một bệnh viện công. Vợ ông mất trước đó 2 năm.

## Bằng danh dự
Heck đã nhận bằng tiến sĩ danh dự từ Khoa Dược của Đại học Uppsala vào năm 2011 và từ Đại học De La Salle vào năm 2012.